# خوسيه ماريا ميدينا
خوسيه ماريا ميدينا (بالإسبانية: José María Medina)‏ هو سياسي هندوراسي، ولد في 19 مارس 1826 في هندوراس، وتوفي في 23 يناير 1878 في سانتا روزا دي كوبان في هندوراس بسبب إعدام رميا بالرصاص. حزبياً، نشط في Partido Conservador ‏ والحزب الليبرالي الهندوراسي. وقد انتخب رئيس هندوراس.